# Saad Scharida Al-Kaabi

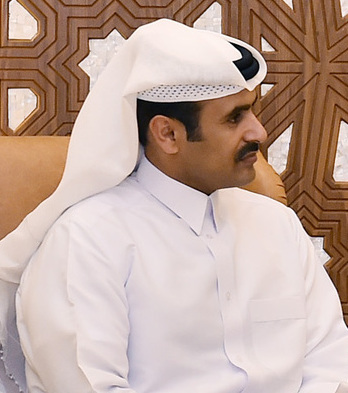
Saad Sherida Al-Kaabi (2017)

Saad Sherida Al-Kaabi (arabisch سعد شريدة الكعبي, DMG Saʿd Šarīda al-Kaʿbī; * 1966 in Doha) ist ein katarischer Politiker, der seit 2018 Energieminister von Katar ist. Auch ist er seit September 2014 Geschäftsführer von Qatar Energy.

## Biografie
Al-Kaabi besuchte ab 1986 die Pennsylvania State University. Im Jahr 1991 schloss er sein Studium mit dem Bachelor im Bereich Erdöl und Erdgastechnik ab. Nach dem Studium nahm er seine Arbeit bei Qatar Energy auf. In den folgenden Jahren bekleidete er verschiedene Positionen im Unternehmen, unter anderem kaufmännische sowie leitende Stellen. Schließlich wurde Al-Kaabi Mitglied des Managements des Unternehmens. Ihm und sein Team wird zugeschrieben, verschiedene Projekte im Gasgeschäft in kurzem Zeitraum gestartet und umgesetzt zu haben. Auch wird es Al-Kaabi zugeschrieben, zum Aufstieg Katars im LNG-Geschäft entschieden beigetragen zu haben. Ab September 2014 wurde Al-Kaabi Geschäftsführer von Qatar Energy. Im Jahr 2018 wurde Al-Kaabi zum Energieminister ernannt.